# Vino (color)
El color vino es un matiz oscuro del color rojo o rojo purpúreo. También se le llama rojo vino, vinotinto o concho de vino. Este tono es una representación del color del vino tinto. 
En algunos países, el color vino es llamado conchevino o borravino; puesto que antiguamente se vaporizaba el vino para extraer el pigmento del concho del vino, y así colorear telas y pinturas (cuadros), principalmente.

## Tonalidades
A continuación, algunas de las variedades del color vino:
| Nombre                             | Muestra | Cod. Hex. | RGB | RGB | RGB | HSV  | HSV  | HSV |
| ---------------------------------- | ------- | --------- | --- | --- | --- | ---- | ---- | --- |
| Borgoña                            |         | #900020   | 144 | 0   | 32  | 347° | 100% | 56% |
| Borgoña                            |         | #6B0D0D   | 107 | 13  | 13  | 0°   | 88%  | 42% |
| Burdeos                            |         | #7F1E57   | 127 | 30  | 87  | 325° | 76%  | 50% |
| Burdeos                            |         | #6D071A   | 109 | 7   | 26  | 349° | 94%  | 43% |
| Burdeos o guinda                   |         | #800040   | 128 | 0   | 64  | 330° | 100% | 50% |
| Carmín de alizarina                |         | #663744   | 102 | 55  | 68  | 343° | 46%  | 40% |
| Ciruela                            |         | #78184A   | 120 | 24  | 74  | 329° | 80%  | 47% |
| Burdeos Clairet (Bordeaux Clairet) |         | #7F1734   | 127 | 23  | 52  | 343° | 82%  | 50% |
| Conchevino (concho de vino)        |         | #673147   | 103 | 49  | 71  | 336° | 52%  | 40% |
| Corinto (uva corinto)              |         | #BB5D5E   | 187 | 93  | 94  | 359° | 50%  | 73% |
| Granate                            |         | #AA1C47   | 170 | 28  | 71  | 342° | 84%  | 67% |
| Guinda                             |         | #952F57   | 149 | 47  | 87  | 336° | 68%  | 58% |
| Hígado                             |         | #891E35   | 137 | 30  | 53  | 347° | 78%  | 54% |
| Rojo vino                          |         | #83072D   | 131 | 7   | 45  | 342° | 95%  | 51% |
| Rojo vino (RAL)                    |         | #5E2129   | 94  | 33  | 41  | 352° | 65%  | 37% |
| Sangría                            |         | #92000A   | 146 | 0   | 10  | 356° | 100% | 57% |
| Rojo toscano                       |         | #7C3030   | 124 | 48  | 48  | 0°   | 61%  | 49% |
| Vino                               |         | #722F37   | 114 | 47  | 55  | 353° | 59%  | 45% |
| Vinotinto                          |         | #820000   | 130 | 0   | 0   | 0°   | 100% | 51% |

## En indumentaria deportiva
- Los atletas venezolanos tradicionalmente visten uniformes color vino para diferenciarse del tricolor amarillo, azul y rojo que comparten con Colombia y Ecuador; lo que ha contribuido a darles el apodo «Vinotinto». La selección de fútbol de Venezuela es conocida como «la Vinotinto».
- Los atletas de Baréin y Catar tradicionalmente visten uniformes color vino.
- Es el color principal de los Cleveland Cavaliers de la NBA; junto con el oro, el azul marino y el negro.
- Es el color principal delantero del Deportivo Saprissa, club de la Primera División de Costa Rica; sin embargo, ellos lo denominan «morado».
- El Deportes Tolima, equipo de la primera división del fútbol Colombiano tiene el Vinotinto y oro como colores insignias del club.
- Este color acompañado del Azul Cielo es utilizado por tres equipos del fútbol inglés Aston Villa, West Ham United y Burnley.

## Galería

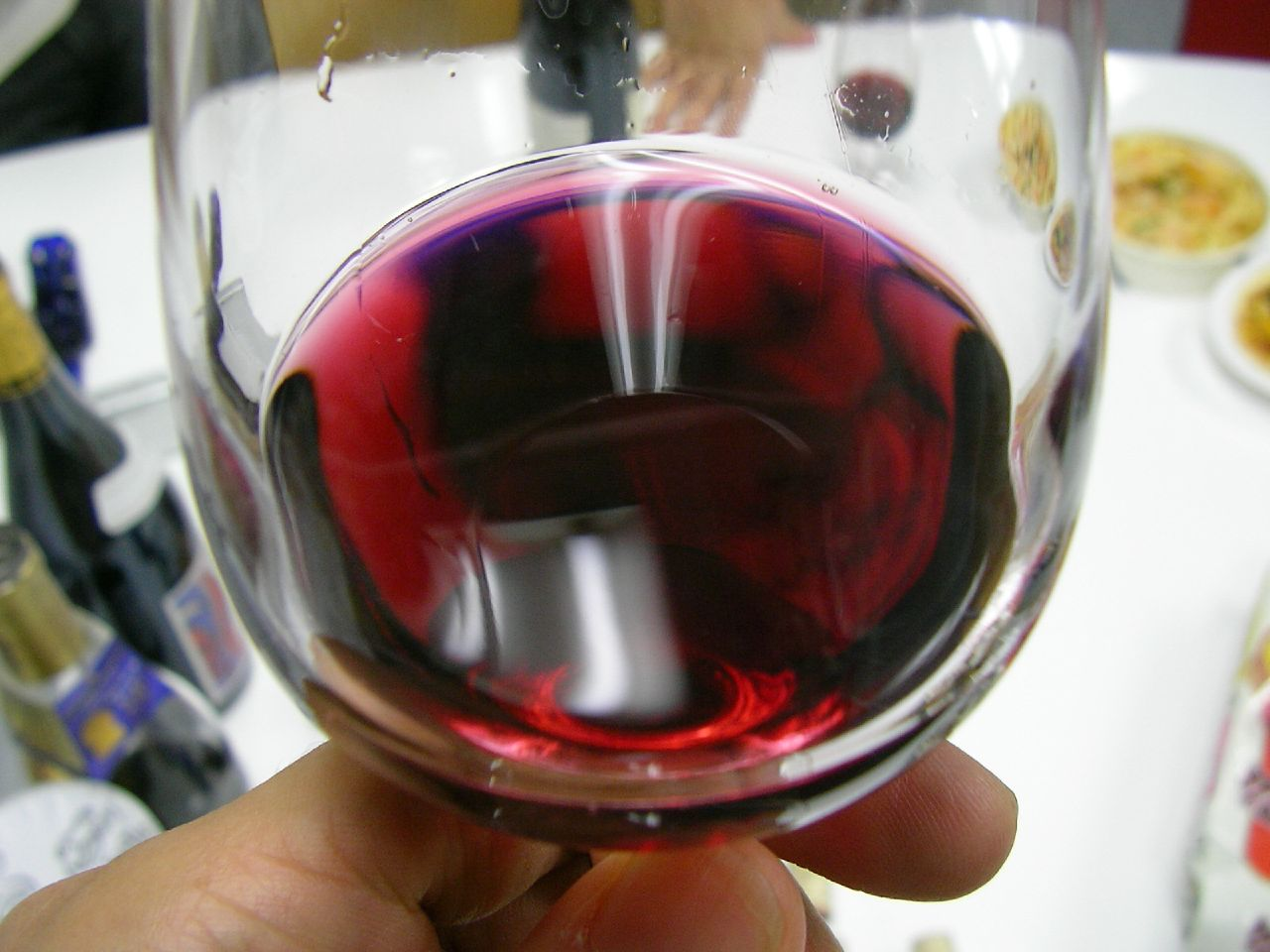
Vino tinto, tipo «Beaujolais nouveau».
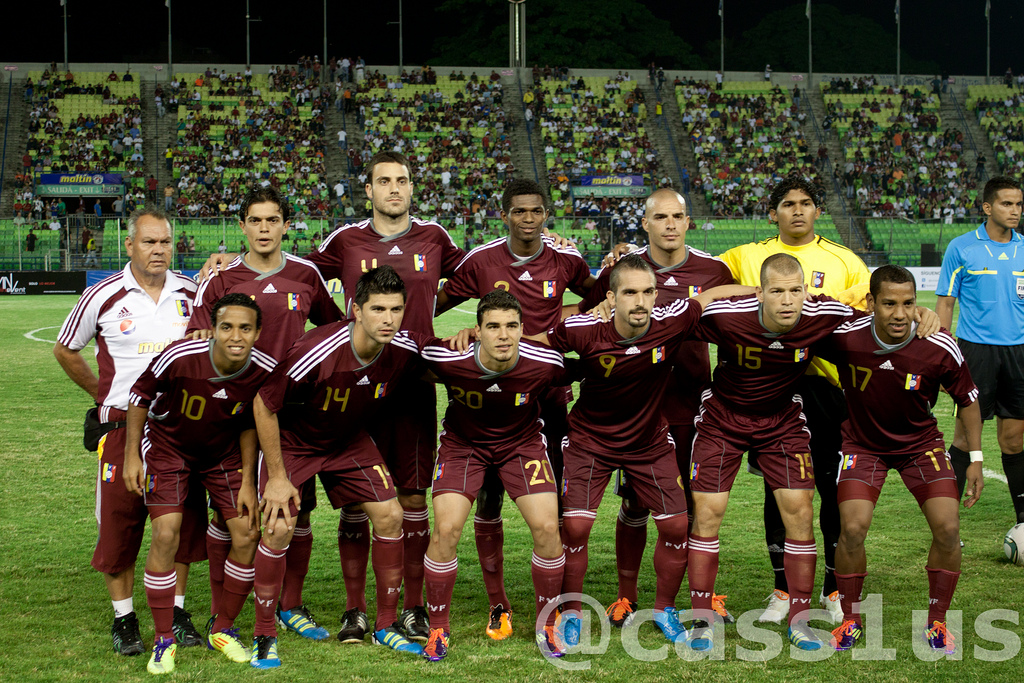
Selección de fútbol de Venezuela, llamada «la Vinotinto».
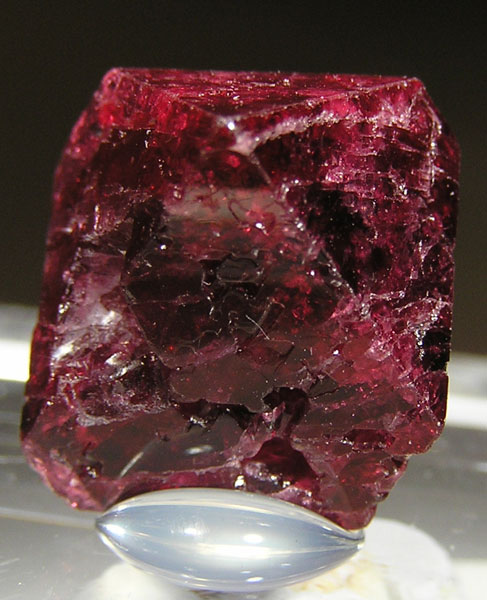
Una espinela.
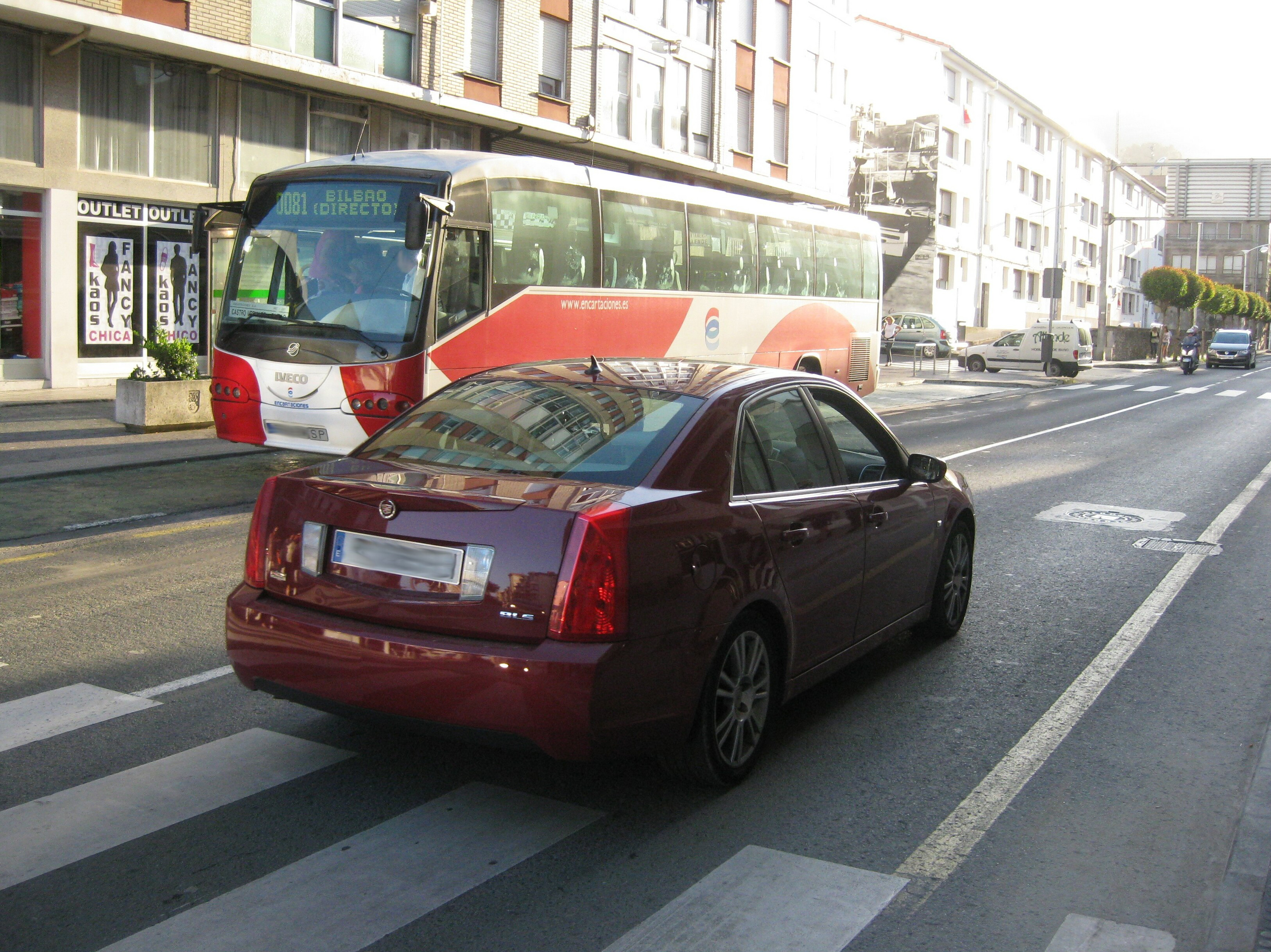
Cadillac.